# پیتر لوولین ویلیامز
پیتر لوولین ویلیامز (انگلیسی: Peter Llewellyn Williams؛ ‏ ۲۱ مارس ۱۹۶۴) بازیگر تئاتر و تلویزیون اهل انگلستان است.
از فیلم‌ها یا مجموعه‌های تلویزیونی که وی در آن‌ها نقش داشته‌است، می‌توان به رابین از شروود اشاره نمود.